# 木村誠道 (3代)
3代 木村 誠道（さんだい きむら せいどう、生没年不明）は、大相撲の元幕内格行司。

## 概要
井筒部屋所属。
かつての名は木村藤太郎で、1918年に木村誠道を襲名。
1926年に幕内格になったが、1928年10月場所、突然行司を引退。
その後の消息は不明。